# Eleição presidencial nos Estados Unidos em 1968
A eleição presidencial dos Estados Unidos de 1968 foi a quadragésima-sexta eleição presidencial do país. A eleição foi uma experiência dolorosa nacional, realizada em um cenário que incluía o assassinato do líder dos direitos civis Martin Luther King, Jr. e distúrbios raciais posteriores em todo o país, o assassinato do candidato presidencial Robert F. Kennedy, manifestações populares contra a Guerra do Vietnã em universidades americanas, e confrontos violentos entre a polícia e manifestantes anti-guerra na Convenção Nacional Democrata de 1968.
Em 5 de novembro de 1968, o candidato republicano, e ex-vice-presidente Richard Nixon ganhou a eleição sobre o candidato democrata, o vice-presidente Hubert Humphrey. Nixon concorreu em uma campanha que prometia restaurar a lei e a ordem nas cidades do país, assolado por motins e crimes. A eleição de 1968 determinou uma mudança que permanentemente interrompeu a Coalizão do New Deal, no qual o Partido Democrata tinha dominado a política presidencial de 1932 até 1960, interrompido apenas em 1952 e em 1956 com a presidência nas mãos do republicano Dwight D. Eisenhower.
A eleição contou com um esforço de um terceiro forte partido do ex-governador do Alabama George Wallace. Isso porque a campanha de Wallace contra a intervenção federal no sul do país para acabar com a segregação racial nas escolas, ele provou ser um candidato formidável no Sul; nenhum candidato de terceiro partido ganhou votos no Colégio Eleitoral em um estado inteiro desde essa eleição.
Nixon também se tornou o primeiro vice-presidente não incumbente a ser eleito presidente, algo que não aconteceria novamente até 2020, quando Joe Biden foi eleito presidente. Esta foi a última eleição até 2024 em que o presidente incumbente era elegível para concorrer novamente, mas não foi o eventual indicado de seu partido. Humphrey foi o último indicado que não participou das primárias como candidato presidencial até Kamala Harris, também em 2024. A vitória de Nixon também deu início ao domínio do Partido Republicano em certos estados do Oeste que votariam neles em todas as eleições até 1992, permitindo-lhes vencer a presidência em cinco das seis eleições presidenciais que ocorreram nesse período.

## Processo eleitoral
A partir de 1832, os candidatos para presidente e vice começaram a ser escolhidos através das Convenções. Os delegados partidários, escolhidos por cada estado para representá-los, escolhem quem será lançado candidato pelo partido. Os eleitores gerais elegem outros "eleitores" que formam o Colégio Eleitoral. A quantidade de "eleitores" por estado varia de acordo com a quantidade populacional do estado. Em quase todos os estados, o vencedor do voto popular leva todos os votos do Colégio Eleitoral.

## Indicações partidárias

### Partido Democrata

#### Entra Eugene McCarthy
Lyndon B. Johnson havia sido eleito para a Presidência apenas uma vez, e tinha servido por um mandato e meio, antes disso, a Emenda 22 que limitou a quantidade de tempo para um presidente não desqualificou-o de concorrer para mais um mandato; Johnson serviu apenas 14 meses seguintes do assassinato de John F. Kennedy antes de ser eleito em 1964 para um mandato completo. Como resultado, foi amplamente acreditado quando o ano 1968 começou em que o presidente Johnson iria concorrer para mais um mandato, e que ele teria pouca dificuldade para vencer a nomeação democrata.
Apesar da crescente oposição às políticas de Johnson no Vietnã, não apareceu nenhum candidato democrata proeminente preparado para concorrer contra um presidente em exercício do seu próprio partido. Mesmo o senador Robert F. Kennedy de Nova York, um crítico das políticas de Johnson com uma grande base de apoio, inicialmente se recusou a concorrer contra Johnson nas primárias. Com o tempo, apenas o senador Eugene McCarthy de Minnesota mostrou-se disposto a desafiar abertamente Johnson. Concorrendo como um candidato anti-guerra na primária de New Hampshire, McCarthy esperava a pressão dos democratas para publicamente se opor à Guerra do Vietnã. McCarthy gastou maior parte dos recursos de sua campanha em New Hampshire. Ele foi impulsionado por milhares de jovens estudantes universitários liderados pelo jovem coordenador Sam Brown, que chegou a raspar a barba e cortar o cabelo para "ser um mais limpo a Eugene". Esses estudantes tocaram as campainhas das casas e distribuíram folhetos de McCarthy, e trabalharam muito em New Hampshire para McCarthy. Em 12 de março, McCarthy ganhou 45% dos votos das primários contra 49% de Johnson, mostrando ser forte para tal mudança. Ainda mais impressionante, já que Johnson tinha mais de 24 partidários na Convenção Nacional Democrata para ser colocado na eleição, embora a campanha de McCarthy estivesse organizada de forma mais estratégica, McCarthy ganhou 20 dos 24 delegados. Isso deu legitimidade e força para a campanha de McCarthy. O impulso acabou, no entanto, quando o senador Robert F. Kennedy anunciou a sua candidatura (quatro dias depois, em 16 de março) e partidários de McCarthy exclamaram a traição e prometeram derrotar Kennedy. Murray Kempton, um jornalista influente liberal e partidário de McCarthy, criticou Kennedy por esperar para entrar nas primárias até que McCarthy mostrasse que Johnson era vulnerável. Kempton Kennedy escreveu que "era como um homem que desce das montanhas, depois da batalha e atira os feridos." Posteriormente, McCarthy e Kennedy se envolveram em uma série cada vez mais acirrada das primárias no Estado, embora Kennedy tenha ganho a maioria das primárias em que ele e McCarthy estavam em concorrência direta, ele nunca poderia abalar McCarthy e seus seguidores devotados de ativistas anti-guerra, que incluía muitos celebridades de Hollywood tais como Paul Newman, Gene Wilder, Barbra Streisand, e Burt Lancaster.

#### Johnson se retira
Em 31 de março de 1968, após a primária de New Hampshire e a entrada de Kennedy na eleição, o Presidente anunciou à nação, num discurso pela televisão, que estava suspendendo todos os bombardeios no Vietnã do Norte em favor das negociações de paz. Johnson concluiu seu discurso e surpreendeu a nação anunciando "Com os filhos da América nos campos longínquos, com o futuro da América sob desafio aqui em casa, com nossas esperanças e as esperanças do mundo para a paz na balança todos os dias, eu não acredito que eu deveria dedicar uma hora ou um dia da minha hora de quaisquer causas pessoais partidárias ou de outras funções na qual tenho os direitos deste incrível cargo - a Presidência do seu país. Assim, não vou procurar, e eu não vou aceitar, a indicação do meu partido para mais um mandato como seu Presidente." Não foi discutido publicamente na época qual era a preocupação de Johnson, ele poderia não sobreviver a mais um mandato. A saúde de Johnson era pobre, e ele tinha sofrido um ataque cardíaco grave, em 1955, enquanto servia no Senado dos Estados Unidos, na verdade, ele morreu em 22 de janeiro de 1973, apenas dois dias após o novo mandato presidencial de reeleição de Richard Nixon. Fracas previsões políticas também contribuíram para a retirada de Johnson: a votação interna pela campanha de Johnson em Wisconsin, o próximo estado a realizar eleições primárias, mostraram o presidente em queda nos resultados. Com a retirada de Johnson, o Partido Democrata rapidamente dividiu-se em quatro facções, cada uma das quais desconfiava das outras três.
- A primeira facção composta por sindicatos de trabalhadores e chefes do partido de grandes cidades (liderados pelo prefeito Richard J. Daley). Esse grupo tradicionalmente controlava o Partido Democrata desde os dias do presidente Franklin D. Roosevelt, e temiam a perda de controle sobre o partido. Após a retirada de Johnson, esse grupo se reuniu para apoiar Hubert Humphrey, vice-presidente de Johnson, e também acreditavam que o presidente Johnson secretamente apoiou Humphrey, apesar de suas afirmações públicas de neutralidade.
- A segunda facção, que se unia em torno do senador Eugene McCarthy, era composta por estudantes universitários, intelectuais e brancos de classe média alta que tinham sido o início de ativistas contra a Guerra do Vietnã, eles se viam como o futuro do Partido Democrata.
- O terceiro grupo era composto principalmente de católicos, afro-americanos, hispânicos e outras minorias raciais e étnicas, bem como vários grupos anti-guerra; esses grupos se reuniram em torno do senador Robert F. Kennedy.
- O quarto grupo consistia em brancos do Democratas do Sul, ou "Dixiecrats". Alguns membros deste grupo (os mais velhos, provavelmente lembrando o impacto positivo do New Deal em áreas rurais) apoiaram o vice-presidente Humphrey, mas muitos deles apoiaram George Wallace e a campanha do governador do Alabama do terceiro partido nas eleições gerais.

A Guerra do Vietnã tinha se tornado na principal questão que estava dividindo o Partido Democrata, e Johnson tinha vindo para simbolizar a guerra para muitos democratas liberais. Lyndon B. Johnson acreditava que ele não poderia ganhar a nomeação sem um grande esforço, e que ele provavelmente perderia a eleição em novembro, para os republicanos. No entanto, ao se retirar da corrida, ele poderia evitar o estigma da derrota, e ele poderia manter o controle da máquina partidária, dando a indicação de Humphrey, que tinha sido um vice-presidente leal. Na medida em que o ano passava, também ficou claro que Johnson acreditava que poderia garantir seu lugar nos livros de história por acabar com a guerra antes da eleição, em novembro, dando assim o impulso que Humphrey precisaria para vencer.

#### A disputa

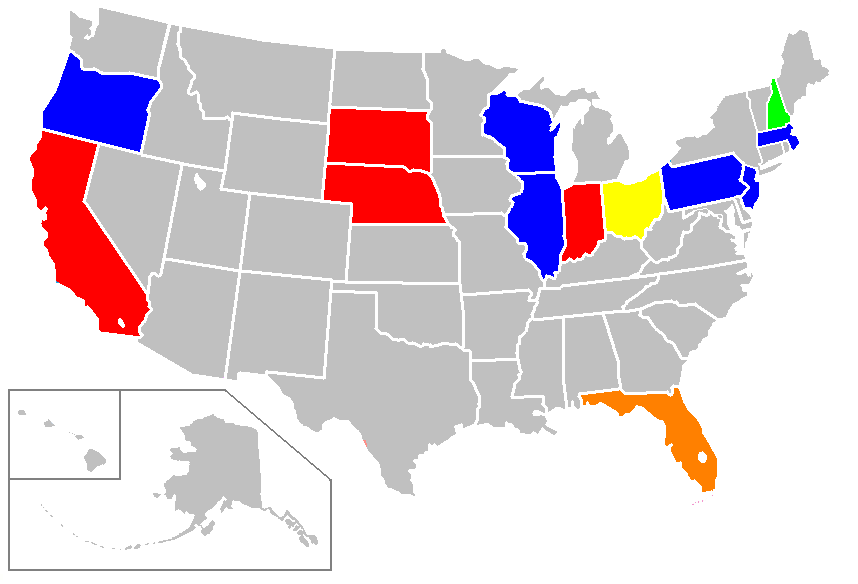
Resultados das primárias estaduais:
Robert F. Kennedy
George Smathers
Stephen M. Young
Lyndon B. Johnson
Eugene McCarthy
Estados que não realizaram primárias

Após a retirada de Johnson, o vice-presidente Hubert Humphrey anunciou sua candidatura. Robert F. Kennedy foi bem-sucedido em quatro primárias e Eugene McCarthy foi bem-sucedido em cinco, no entanto, nas primárias, onde fizeram campanha diretamente um contra o outro, Kennedy ganhou três primárias e uma McCarthy. Humphrey não competiu nas primárias, deixando esse trabalho para os seus apoiadores que eram seus substitutos favoritos, nomeadamente o senador George Smathers da Flórida, o senador Stephen M. Young de Ohio, e o governador Roger D. Branigin de Indiana. Em vez disso, Humphrey concentrou-se em ganhar os votos dos delegados partidários na convenção nacional dos estados que não realizaram primárias, onde os líderes do partido como o prefeito de Chicago, Richard J. Daley controlavam os votos dos delegados em seus estados. Kennedy derrotou Roger D. Branigin e Eugene McCarthy nas primárias de Indiana, e depois derrotou McCarthy nas primárias de Nebraska. No entanto, McCarthy derrotou Kennedy nas primárias de Oregon.

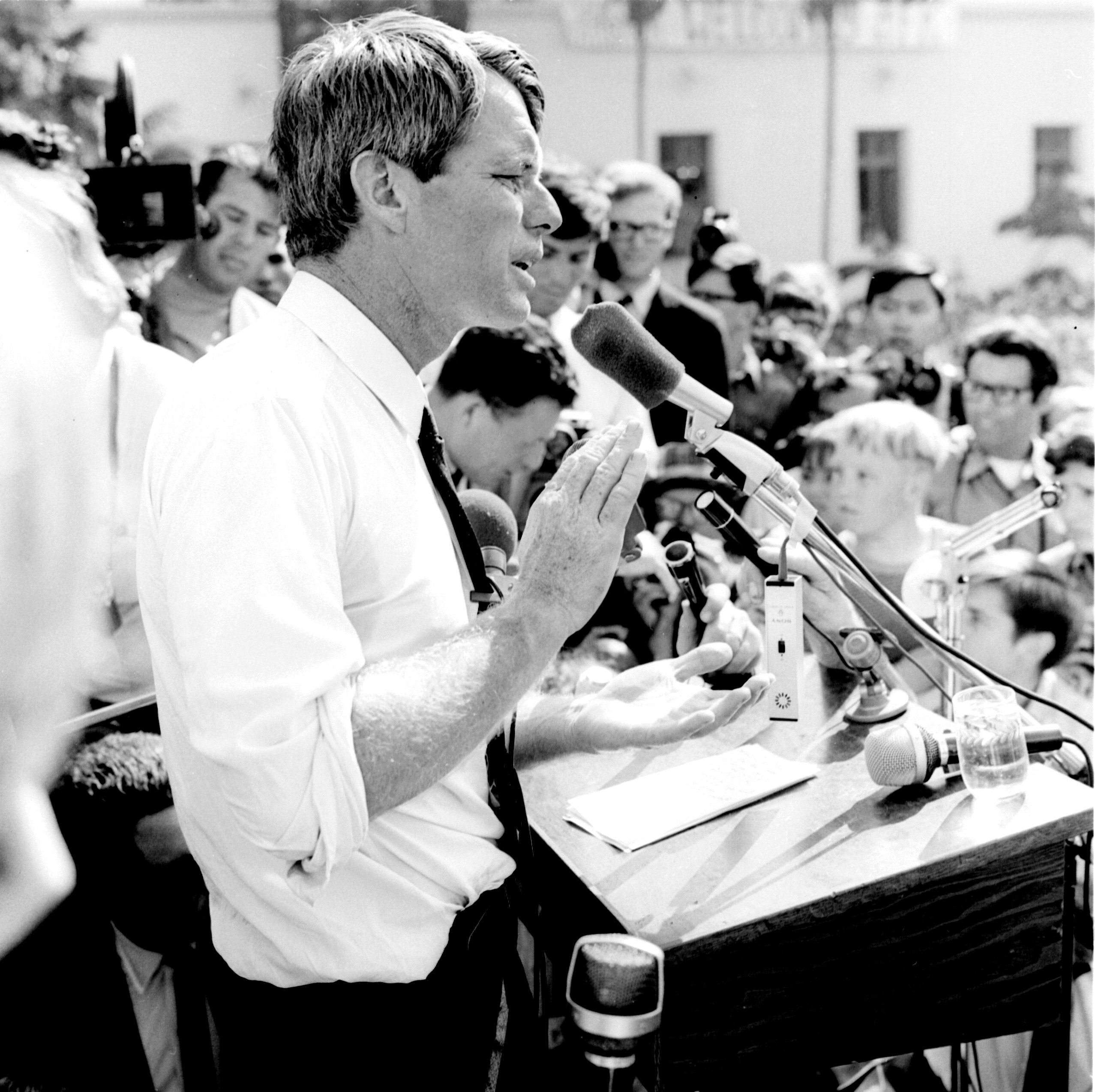
Robert F. Kennedy discursando em Los Angeles antes de ser baleado (Foto: Evan Freed).

Após a derrota de Kennedy no Oregon, as primárias da Califórnia foram vistas como um ponto crucial para Kennedy e McCarthy. McCarthy ficou espantado em muitas faculdades do estado, onde ele foi tratado como um herói por ter sido o primeiro candidato presidencial a se opor à guerra. Kennedy fez campanha nos guetos e bairros das cidades maiores do estado, onde foi cercado por apoiantes entusiasmados. Kennedy e McCarthy envolveram-se em um debate de televisão poucos dias antes das primárias, no qual era geralmente considerado um empate. Em 4 de junho, Kennedy derrotou McCarthy na Califórnia com 46% contra 42%. No entanto, McCarthy recusou-se a retirar-se da disputa e deixou claro que iria contestar Kennedy nos próximas primárias de Nova York, onde McCarthy teve muito apoio de ativistas anti-guerras. A primária de Nova Iorque rapidamente se tornou um ponto discutível, no entanto, no início da manhã de 5 de junho de 1968, Kennedy foi baleado pouco depois da meia-noite, e ele morreu 26 horas depois. Kennedy tinha acabado de dar seu discurso de vitória em um salão lotado do Hotel Ambassador, em Los Angeles, ele e seus assessores, em seguida, entraram em uma despensa de cozinha a caminho de uma sala de banquetes para se encontrar com jornalistas. Na despensa estreita, Kennedy e outros cinco foram baleados por Sirhan Sirhan, um militante palestino que não gostava de Kennedy por causa de seu apoio a Israel. Nenhuma das outras cinco vítimas baleadas sofreu ferimentos letais, mas o ferimento de arma de fogo na cabeça de Kennedy, apesar de lhe terem feito uma cirurgia, foi fatal.
Os historiadores políticos têm debatido até hoje se Kennedy poderia ter ganho a nomeação democrata se tivesse vivido. Alguns historiadores, como Theodore H. White e Arthur M. Schlesinger, Jr., têm argumentado que a grande apelação de Kennedy e o famoso carisma teria convencido os chefes do partido na Convenção Democrata para dar-lhe a nomeação. Jack Newfield, autor de RFK: A Memoir (RFK: Uma Memória), declarou em uma entrevista de 1998 que na noite em que foi assassinado, "[Kennedy] teve uma conversa por telefone com o prefeito Daley de Chicago, e Daley prometeu lançar os votos dos delegados de Illinois para Robert F. Kennedy na convenção, em agosto de 1968. Acho que ele disse para mim, e Pete Hamill, 'Daley é o jogo de bola, e eu acho que nós temos Daley'". No entanto, outros escritores, como Tom Wicker, que cobriu a campanha de Kennedy para o The New York Times, acreditam que Humphrey iria levar os votos dos delegados dos estados que não realizaram primárias, combinado com a recusa do senador Eugene McCarthy em sair da corrida presidencial, teria impedido que Kennedy conquistasse a maioria na convenção do Partido Democrata, e que Humphrey teria sido candidato democrata mesmo se Kennedy tivesse vivido.
No momento da morte de RFK, os resultados dos delegados nas primárias foram:
- Hubert Humphrey: 561
- Robert F. Kennedy: 393
- Eugene McCarthy: 258

Total pelo voto popular:
| - Eugene McCarthy: 2914933 (38,73%) - Robert F. Kennedy: 2305148 (30,63%) - Stephen M. Young: 549140 (7,30%) - Lyndon B. Johnson: 383590 (5,10%) - Thomas C. Lynch: 380286 (5,05%) - Roger D. Branigin: 238,00 (3,17%) - George Smathers: 236242 (3,14%) - Hubert Humphrey: 166463 (2,21%) | - Eleitores do Colégio Eleitoral (Unpledged): 161143 (2,14%) - Scott Kelly: 128899 (1.71%) - George Wallace: 34489 (0.46%) - Richard Nixon (inscrito pelos eleitores): 13610 (0,18%) - Ronald Reagan (inscrito pelos eleitores): 5309 (0,07%) - Ted Kennedy: 4052 (0,05%) - Paul C. Fisher: 506 (0,01%) - John G. Crommelin: 186 (0,00%) |

#### Convenção Democrata e protestos anti-guerra
A morte de Robert Kennedy alterou a dinâmica da corrida presidencial. Embora Humphrey tenha aparecido como o favorito para a nomeação, devido ao seu apoio a partir dos blocos tradicionais de poder do partido, ele foi uma escolha impopular entre muitas das pessoas anti-guerras dentro do partido, que o identificaram com a posição controversa de Johnson sobre a Guerra do Vietnã. No entanto, os delegados partidários de Kennedy não conseguiram unir-se com um único candidato que poderia ter evitado que Humphrey obtivesse a nomeação. Alguns que apoiavam Kennedy foram para McCarthy, mas muitos dos delegados partidários de Kennedy, lembrando suas amargas batalhas na primária com McCarthy, recusou-se a votar nele. Em vez disso, esses delegados se reuniram em torno da candidatura do senador George McGovern de Dakota do Sul, um apoiante de Kennedy nas primárias e que tinha ambições presidenciais para si mesmo. Esta divisão dos votos anti-guerra na Convenção Democrata tornou mais fácil para Humphrey reunir os delegados que precisava para ganhar a nomeação.
Quando a Convenção Nacional Democrata de 1968 iniciou em Chicago, milhares de jovens ativistas de todo o país reuniram-se na cidade para protestar contra a Guerra do Vietnã. Em um confronto que teve cobertura ao vivo pela televisão, os americanos ficaram chocados ao ver a polícia de Chicago espancando manifestantes anti-guerra nas ruas da cidade. Enquanto os manifestantes gritavam "O mundo inteiro está assistindo", a polícia utilizou bastões e gás lacrimogêneo para repelir os manifestantes, deixando muitos deles sangrentos e atordoados. O gás lacrimogêneo ainda flutuava em suites de numerosos hoteis, em um deles o vice-presidente Humphrey estava assistindo o acontecimento na televisão. No entanto, a polícia alegou que suas ações foram justificadas, porque os policiais estavam sendo feridos por garrafas, pedras e cacos de vidro que estavam sendo jogados contra eles pelos manifestantes, e os manifestantes também gritaram insultos verbais contra os policiais, chamando-os de "porcos" e outros epítetos. Os motins anti-guerras dividiu a base do Partido Democrata, sendo que alguns apoiaram os manifestantes e sentiram que a polícia estava sendo pesada, mas outros desaprovaram a violência e apoiaram a polícia. Enquanto isso, a própria convenção foi marcada pelas táticas de braço-forte do prefeito de Chicago Richard J. Daley, que foi visto na televisão com raiva xingando o senador Abraham Ribicoff de Connecticut, que fez um discurso na convenção denunciando os excessos da polícia de Chicago na motins. No final, a nomeação em si foi decepcionante, com o vice-presidente Humphrey alcançando McCarthy e McGovern no primeiro escrutínio.
Após os delegados nomearem Humphrey, a convenção, em seguida, virou-se para escolher um vice-presidente. Os principais candidatos para este cargo foram os senadores Edward M. Kennedy de Massachusetts, Edmund Muskie de Maine, e Fred R. Harris de Oklahoma; e os governadores Richard Hughes de Nova Jersey e Terry Sanford da Carolina do Norte; além do prefeito Joseph Alioto de São Francisco na Califórnia; o ex-subsecretário de Defesa Cyrus Vance de Virgínia Ocidental, e o embaixador Sargent Shriver de Maryland. Ted Kennedy foi o primeiro escolhido por Humphrey para ser o vice, mas o senador recusou-o. Depois limitando-se ao senador Muskie e ao senador Harris, Humphrey escolheu como vice-presidente Muskie, um moderado e ambientalista de Maine, para a nomeação. A convenção cumpriu o pedido e nomeou o senador Edmund Muskie como companheiro de chapa de Humphrey.
No entanto, a tragédia dos motins anti-guerra atrapalharam a campanha de Humphrey desde o início, e nunca se recuperou completamente. Antes de 1968, a cidade de Chicago tinha sido frequentemente o local de realização das convenções políticas de ambas as partes. Desde 1968, apenas uma vez uma convenção nacional foi realizada na cidade (em 1996, os democratas realizaram a sua convenção para Bill Clinton lá). Muitos acreditam que isso se deve em parte à violência e ao caos da Convenção Democrata daquele ano.
| Votação da Convenção Democrata                         | Votação da Convenção Democrata | Votação da Convenção Democrata | Votação da Convenção Democrata |
| Presidencial                                           | Votos                          | Vice-presidencial              | Votos                          |
| ------------------------------------------------------ | ------------------------------ | ------------------------------ | ------------------------------ |
| Hubert Humphrey                                        | 1,759.25                       | Edmund Muskie                  | 1,942.5                        |
| Eugene McCarthy                                        | 601                            | Abstenção                      | 604.25                         |
| George S. McGovern                                     | 146.5                          | Julian Bond                    | 48.5                           |
| Channing Phillips                                      | 67.5                           | David Hoeh                     | 4                              |
| Daniel K. Moore                                        | 17.5                           | Edward M. Kennedy              | 3.5                            |
| Edward M. Kennedy                                      | 12.75                          | Eugene McCarthy                | 3.0                            |
| Paul W. "Bear" Bryant                                  | 1.5                            | Outros                         | 16.25                          |
| James H. Gray                                          | 0.5                            |                                |                                |
| George Wallace                                         | 0.5                            |                                |                                |
| Fonte: Keating Holland, "All the Votes... Really," CNN |                                |                                |                                |

#### Endossos
Os apoiantes de cada candidato democrata:
Hubert Humphrey
- Presidente dos Estados Unidos Lyndon B. Johnson do Texas
- Prefeito Richard J. Daley de Chicago

Robert F. Kennedy
- Senador Abraham Ribicoff de Connecticut[7]
- Senador George McGovern de Dakota do Sul[10]
- Governador Harold E. Hughes de Iowa[11]
- Senador Vance Hartke de Indiana[7]
- Escritor Norman Mailer[7]
- Líder trabalhista Cesar Chavez[7]
- Ator Robert Vaughn[7]
- Cantor Bobby Darin[12]

Eugene McCarthy
- Representante Don Edwards da Califórnia[7]
- Ator Paul Newman[7]

George McGovern (durante a convenção)
- Senador Abraham Ribicoff de Connecticut[7]
- Governador Harold E. Hughes de Iowa[7]

### Partido Republicano

#### Primárias

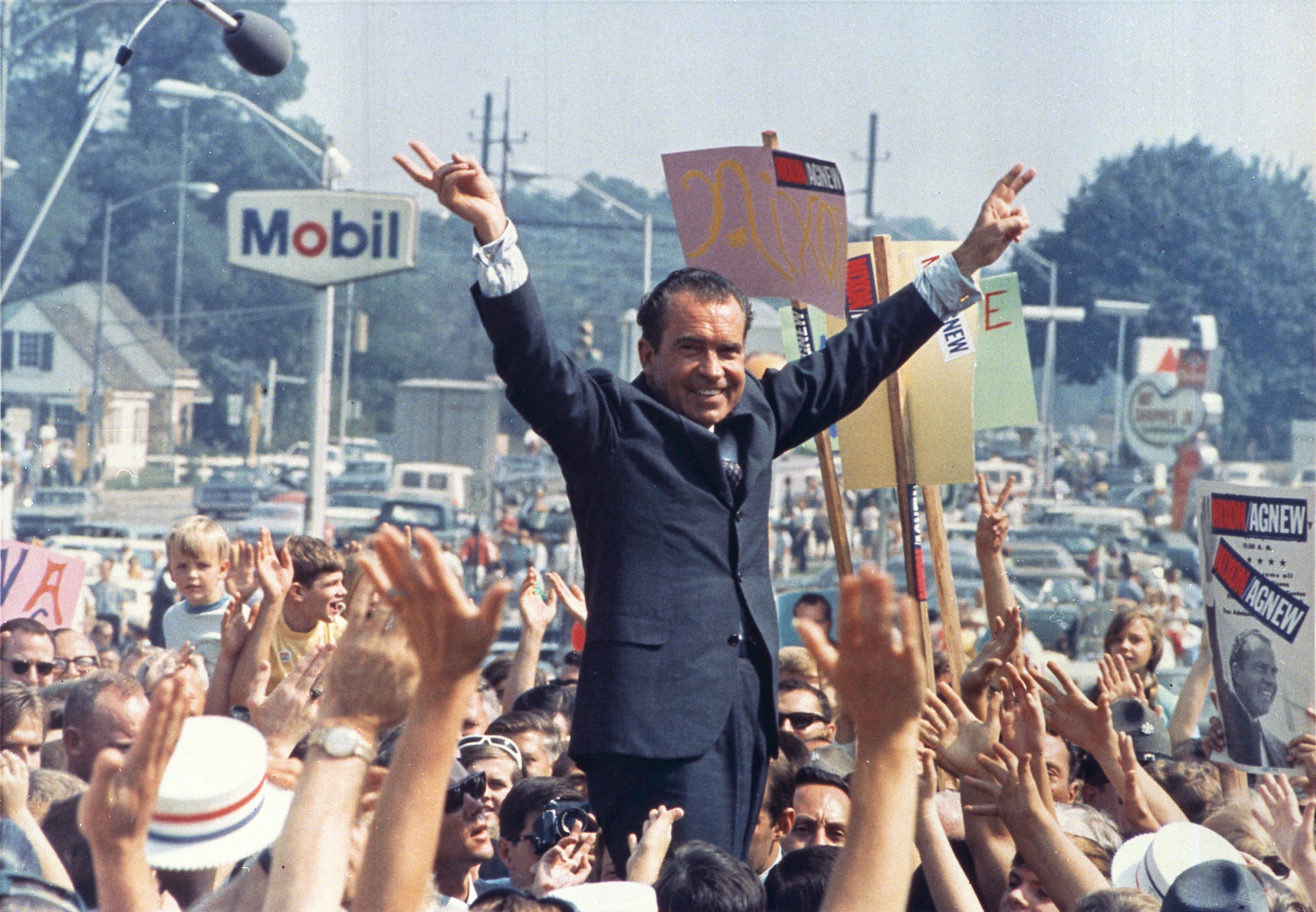
Nixon em sua campanha

O principal candidato para a nomeação republicana foi o ex-vice-presidente Richard Nixon, que formalmente começou a fazer campanha em janeiro de 1968. Nixon foi sempre claramente o concorrente à nomeação na frente de todos durante todo o processo de escolha, pois sua organização era superior, e ele derrotou facilmente o resto dos adversários.
O primeiro desafiante de Nixon foi o governador de Michigan George Romney. Numa Pesquisa Gallup em meados de 1967, mostrou Nixon com 39%, seguido por Romney com 25%. No entanto, Romney disse a um repórter que tinham feito "lavagem cerebral" nele por parte dos militares e do corpo diplomático para apoiar a Guerra do Vietnã; a observação levou a uma repercussão de semanas, ridicularizado na mídia nacional. Desde que ele tinha se virado contra o envolvimento americano no Vietnã, Romney planejou para ser uma "versão anti-guerra republicana de Eugene McCarthy". No entanto, após o seu comentário de "lavagem cerebral", o apoio de Romney desapareceu de forma constante, e com as pesquisas mostrando-o muito atrás de Nixon, ele retirou-se da corrida em 28 de fevereiro de 1968.
Nixon teve uma grande importante vitória na primária de Nova Hampshire em 12 de março, conquistando 78% dos votos. Os republicanos anti-guerras colocaram o nome do governador de Nova York Nelson Rockefeller, o líder da ala liberal do Partido Republicano, que recebeu 11% dos votos e tornou-se o novo desafiante de Nixon. Rockefeller venceu Nixon nas primárias de Massachusetts em 30 de abril, mas caso contrário, ele teria se saído mal nas primárias e convenções estaduais.
No início da primavera, o governador da Califórnia Ronald Reagan, o líder da ala conservadora do Partido Republicano, tornou-se rival de Nixon. Nas primárias de Nebraska em 14 de maio, Nixon venceu com 70% dos votos para 21% de Reagan e 5% para Rockefeller. Enquanto isso foi uma ampla margem para Nixon, Reagan permaneceu desafiante de Nixon. Nixon ganhou a próxima primária de importância no Oregon, em 15 de maio com 65% dos votos e venceu todas as primárias seguintes, exceto para a Califórnia (4 de junho), onde apenas Reagan apareceu na votação. A vitória de Reagan na Califórnia deu-lhe uma pluralidade dos votos em toda a primário do país, mas o seu fraco desempenho na maioria das primárias de outros estados o deixaram muito para trás de Nixon na contagem dos delegados partidários na realidade.
Total pelo voto popular:
- Ronald Reagan: 1.696.632 (37,93%)
- Richard Nixon: 1.679.443 (37,54%)
- James A. Rhodes: 614.492 (13,74%)

Resultados das primárias republicanas.
Sem primárias
Richard Nixon
Ronald Reagan
James A. Rhodes
Nelson Rockefeller

- Nelson Rockefeller: 164.340 (3,67%)
- Eleitores do Colégio Eleitoral (Unpledged): 140.639 (3,14%)
- Eugene McCarthy (inscrito na cédula pelos eleitores): 44.520 (1,00%)
- Harold Stassen: 31.655 (0,71%)
- John Volpe: 31.465 (0,70%)
- Outros: 21.456 (0,51%)
- George Wallace (inscrito na cédula pelos eleitores): 15.291 (0,34%)
- Robert F. Kennedy (inscrito na cédula pelos eleitores): 14.524 (0,33%)
- Hubert Humphrey (inscrito na cédula pelos eleitores): 5.698 (0,13)
- Lyndon B. Johnson (inscrito na cédula pelos eleitores): 4.824 (0,11%)
- George W. Romney: 4.447 (0,10%)
- Raymond P. Shafer: 1.223 (0,03%)
- William Scranton: 724 (0,02%)
- Charles H. Percy: 689 (0,02%)
- Barry Goldwater: 598 (0,01%)
- John Lindsay: 591 (0,01%)

#### Convenção Republicana
A Convenção Nacional Republicana de 1968 iniciou-se em Miami Beach no estado da Flórida, a agência Associated Press estimou que Nixon tinha ganhado 656 votos dos delegados - faltando apenas 11 votos dos quais ele precisava para ganhar a nomeação. Seus únicos obstáculos foram Ronald Reagan e Nelson Rockefeller, que estavam planejando unir suas forças em um movimento "stop-Nixon", que pode ser traduzido com "pare, Nixon". No entanto, a estratégia caiu quando Reagan nem Rockefeller concordaram em apoiar um somente para a nomeação. Nixon ganhou a nomeação no primeiro escrutínio. Nixon, em seguida, escolheu o governador de Maryland Spiro Agnew para ser seu vice-presidente, embora Agnew não fosse bem conhecido nacionalmente na época. Também foi relatado que a primeira escolha de Nixon para companheiro de chapa era o seu antigo amigo e aliado, o vice-governador da Califórnia Robert Finch, mas Finch recusou a nomeação. Finch serviria mais tarde como Secretário de Saúde, Educação e Bem-Estar na administração de Nixon.
| Resultados da Convenção Republicana | Resultados da Convenção Republicana | Resultados da Convenção Republicana | Resultados da Convenção Republicana | Resultados da Convenção Republicana |
| Presidente                          | Antes de modificações               | Depois de modificações              | Vice-presidente                     | Votos                               |
| ----------------------------------- | ----------------------------------- | ----------------------------------- | ----------------------------------- | ----------------------------------- |
| Richard M. Nixon                    | 692                                 | 1238                                | Spiro Agnew                         | 1119                                |
| Nelson Rockefeller                  | 277                                 | 93                                  | George Romney                       | 186                                 |
| Ronald Reagan                       | 182                                 | 2                                   | John V. Lindsay                     | 10                                  |
| James A. Rhodes                     | 55                                  | —                                   | Edward Brooke                       | 1                                   |
| George Romney                       | 50                                  | —                                   | James A. Rhodes                     | 1                                   |
| Clifford Case                       | 22                                  | —                                   | Sem votação                         | 16                                  |
| Frank Carlson                       | 20                                  | —                                   |                                     |                                     |
| Winthrop Rockefeller                | 18                                  | —                                   | —                                   |                                     |
| Hiram Fong                          | 14                                  | —                                   | —                                   |                                     |
| Harold Stassen                      | 2                                   | —                                   |                                     |                                     |
| John V. Lindsay                     | 1                                   | —                                   | —                                   |                                     |

### Partido Americano Independente
O Partido Americano Independente, que foi criado em 1967 por Bill e Shearer Eileen, nomeou o ex-governador do Alabama George Wallace - cujas políticas pró-segregação racial tinha sido rejeitadas pela corrente dominante do Partido Democrata - como candidato do partido à presidência. O impacto da campanha de Wallace foi substancial, ganhando os votos eleitorais de vários estados no sul. Wallace foi o candidato presidencial de 1968 mais popular entre os jovens do sexo masculino. Wallace também provou ser popular entre os trabalhadores de indústrias no Norte e Centro-Oeste, sendo que ele teve muitos votos que poderiam ter ido para Humphrey. Embora Wallace não esperasse ganhar a eleição, sua estratégia era impedir que qualquer candidato de partidos grandes ganhasse uma maioria preliminar no Colégio Eleitoral, que, então, dar-lhe o poder de negociação para determinar o vencedor. O companheiro de chapa de Wallace foi o aposentado general Curtis LeMay da Força Aérea. LeMay envergonhou a campanha de Wallace, sugerindo que as armas nucleares pudessem ser usadas no Vietnã.

## Eleição geral

### Estratégias de campanha
Nixon desenvolveu uma "estratégia sulista", que foi projetado para atrair os conservadores brancos sulistas, que tradicionalmente votavam em um democrata, mas ficaram profundamente irritados com o apoio de Johnson e Humphrey para o movimento dos direitos civis. Wallace, no entanto, conquistou muitos dos eleitores de Nixon, efetivamente dividindo o voto conservador. Na verdade, Wallace tinha a esperança de que, dividindo o voto conservador com Nixon, ele daria aqueles estados para Humphrey e, por consequência, aumentaria suas próprias chances no qual ambos os oponentes não conseguiriam uma maioria do Colégio Eleitoral. A "estratégia sulista" provaria ser mais eficaz nas eleições subsequentes e se tornaria um marco da campanha presidencial republicana. A campanha de Nixon também foi cuidadosamente gerida e controlada. Ele frequentemente realizou reuniões nas "câmaras municipais" em cidades que ele visitou, onde respondeu a perguntas de eleitores que haviam sido selecionados previamente por seus assessores.
Como Humphrey estava bem atrás de Nixon nas pesquisas quando a campanha começou, Humphrey optou por uma mudança, estilo de duelo na campanha. Ele repetidamente - e sem sucesso - desafiou Nixon a um debate na televisão, e ele muitas vezes comparou a sua campanha com o esforço da campanha do ex-presidente Harry Truman, outro democrata em que as previsões mostravam-o derrotado na eleição presidencial de 1948. Humphrey previu que ele, como Truman, daria uma surpresa para os especialistas, e ganharia uma vitória de virada.

### Temas de campanha
Nixon fez campanha com um tema para restaurar a "lei e a ordem", que apelou para muitos eleitores irritados com as centenas de distúrbios violentos ocorridos em todo o país nos anos anteriores. Após o assassinato de Martin Luther King Jr. em abril de 1968, houve tumultos graves em Detroit e Washington DC, e o presidente Johnson tinha chamado o Exército dos Estados Unidos para proteger vidas e propriedades como da fumaça da queima de edifícios a poucos quarteirões de distância, onde percorreu o gramado da Casa Branca.
Durante a campanha, Nixon também usou como tema de sua oposição às políticas do Chefe de Justiça Earl Warren da Suprema Corte. Muitos conservadores criticaram Warren para a utilização do Suprema Corte para promover políticas liberais no campo dos direitos civis, liberdades civis, e a separação entre Igreja e Estado. Nixon prometeu que se ele fosse eleito presidente, ele iria nomear juízes que iriam assumir um papel menos ativo na criação de políticas sociais. Em outra promessa de campanha, ele prometeu acabar com o projeto. Durante a década de 1960, Nixon tinha ficado impressionado com um artigo que tinha lido do professor Martin Anderson da Universidade Columbia. Anderson argumentou no papel para o fim do projeto e a criação de um exército de todos os voluntários. Nixon também viu que se acabasse com o projeto teria como uma eficaz maneira de minar o movimento anti-guerra no Vietnã, já que ele acreditava que os jovens em idade universitária parariam de protestar contra a guerra uma vez que sua própria possibilidade de ter que lutar nele tinha ido embora.
Humphrey, entretanto, prometeu continuar e expandir os programas de "Great Society" de bem-estar iniciados pelo presidente Johnson, e para continuar a administração de Johnson na "Guerra à Pobreza". Ele também prometeu continuar os esforços dos presidentes Kennedy e Johnson, e a Suprema Corte, ao promover a expansão dos direitos civis e liberdades civis para os grupos minoritários. No entanto, Humphrey também sentiu-se constrangido durante a maior parte de sua campanha em expressar qualquer oposição às políticas de Guerra do Vietnã do presidente Johnson, devido ao seu medo de que Johnson rejeitaria qualquer proposta de paz que ele fez e prejudicaria sua campanha. Como resultado, no início de sua campanha, Humphrey muitas vezes viu-se alvo de manifestantes anti-guerra, alguns dos quais vaiaram e interromperam os comícios de sua campanha.

### Pesquisas de opinião
Após a convenção do Partido Democrata no final de agosto, Humphrey perdia para Nixon na maioria das pesquisas, e suas chances pareciam sem esperança. Segundo a revista Time, "A velha coalizão de Democrata estava se desintegrando, com um número incontável de operários respondendo às lisonjas de Wallace, os negros ameaçando ficar de fora da eleição, os liberais descontentes com a Guerra do Vietnã, a perda eleitoral do Sul. Os fundos monetários da guerra estavam quase vazio, e os mecanismos do partido, negligenciada por Lyndon Johnson, rangeu em mau estado". Chamando para "a política de alegria", e usando os ainda poderosos sindicatos de trabalho como sua base, Humphrey revidou. Ele atacou Wallace como um fanático racista que apelou aos impulsos mais escuros dos americanos. Os sindicatos também realizarm um grande esforço para reconquistar sindicalistas que estavam apoiando Wallace, com sucesso considerável. Pesquisas que mostravam Wallace ganhando quase a metade dos membros dos sindicatos, no verão de 1968 mostrou um acentuado declínio em seu apoio pelos sindicalistas com o passar da campanha. Quando o dia da eleição se aproximou, e o apoio de Wallace no Norte e Centro-Oeste começou a minguar, e Humphrey finalmente começou a subir nas sondagens.

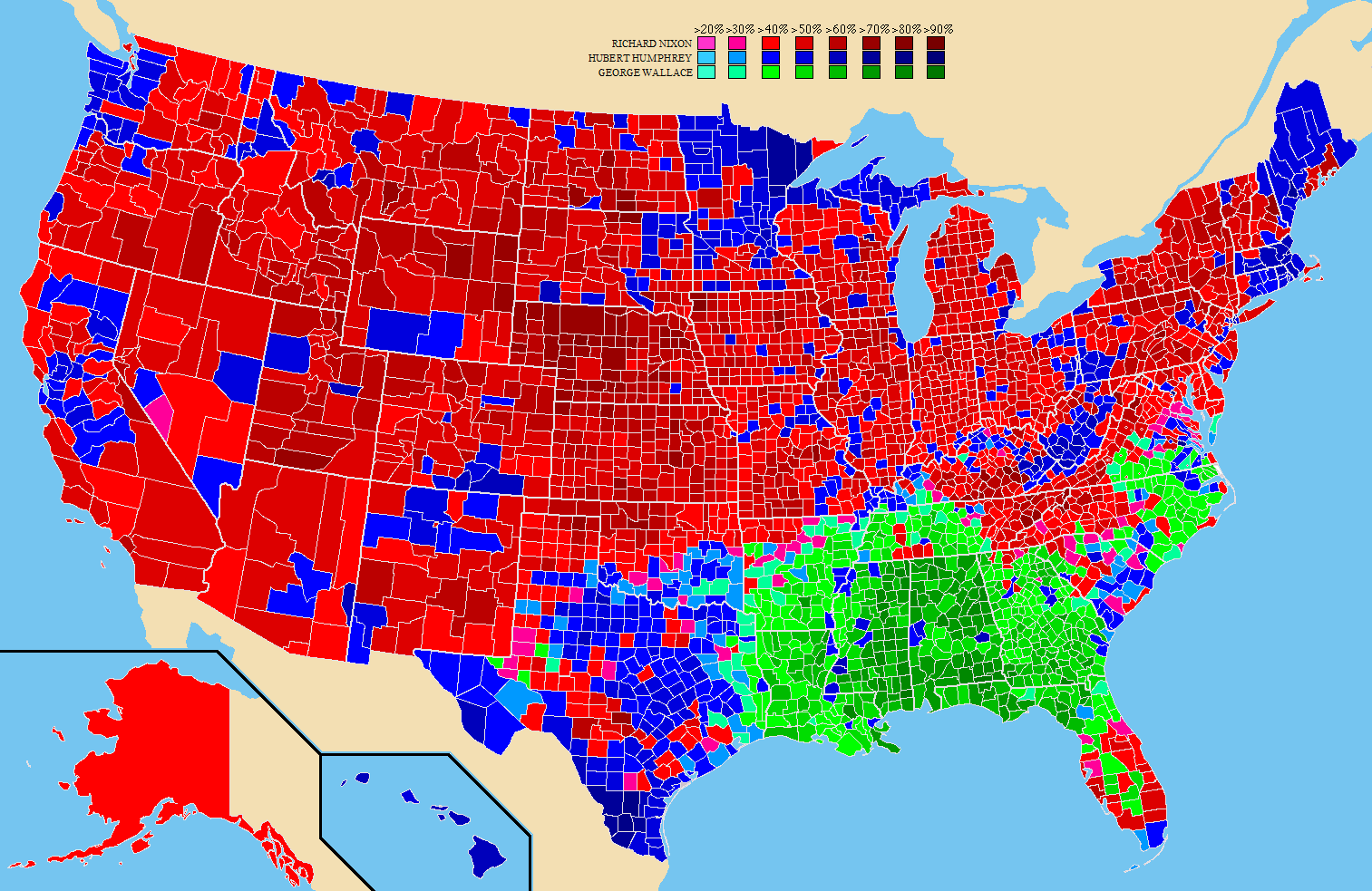
Resultados por condados:
Richard Nixon
Hubert Humphrey
George Wallace

### O Retorno de Humphrey e o Hallowen da Paz
No final, a Guerra do Vietnã tornou-se um problema remanescente a Humphrey, o qual não conseguiu superar. Em outubro, Humphrey - que ainda perdia para Nixon nas pesquisas, começou a distanciar-se publicamente da administração de Johnson sobre a Guerra do Vietnã, pedindo a suspensão de bombardeios. O ponto de viragem fundamental para a campanha Humphrey veio quando o Presidente Johnson anunciou oficialmente uma suspensão dos bombardeios, e até mesmo um possível acordo de paz, no fim de semana antes da eleição. O "Halloween da Paz" deu a campanha de Humphrey um impulso que era muito necessário. Além disso, o senador Eugene McCarthy, finalmente endossou, ou seja, apoiou Humphrey no final de outubro, e no dia da eleição, as urnas estavam relatando um empate.

### Acordos de paz em Paris
Avisado com antecedência por Henry Kissinger da suspensão dos bombardeios e do possível acordo de paz, e temendo essa "surpresa de outubro" podendo custar-lhes a eleição, a campanha de Richard Nixon partiu para sabotar os Acordos de Paz de Paris no Vietnã. (...) [De acordo com a jornalista Anna Chennault], eles privadamente asseguraram aos militares governantes do Vietnã do Sul que o governo republicano de Nixon poderia-lhes fazer um acordo melhor do que um governo democrata. (...) A tática "funcionou", pois a junta sul-vietnamita se retirou das negociações na véspera da eleição, destruindo assim a iniciativa de paz em que os democratas haviam baseado sua campanha". Fontes de inteligência do governo deram ao presidente Johnson diversas razões de suspeitar de Nixon na tal "sabotagem política". Em uma conversa privada com o senador republicano Everett Dirksen, ele chegou a chamá-lo de "traidor". Em última análise, não se seguiu investigações, e ninguém foi processado.

## Resultados
| Resultado geral da eleição presidencial dos Estados Unidos de 1968 | Resultado geral da eleição presidencial dos Estados Unidos de 1968 | Resultado geral da eleição presidencial dos Estados Unidos de 1968 | Resultado geral da eleição presidencial dos Estados Unidos de 1968 | Resultado geral da eleição presidencial dos Estados Unidos de 1968 | Resultado geral da eleição presidencial dos Estados Unidos de 1968 | Resultado geral da eleição presidencial dos Estados Unidos de 1968 | Resultado geral da eleição presidencial dos Estados Unidos de 1968 | Resultado geral da eleição presidencial dos Estados Unidos de 1968 | Resultado geral da eleição presidencial dos Estados Unidos de 1968 |
| Candidato presidencial                                             | Partido                                                            | Estado de origem                                                   | Voto popular                                                       | Voto popular                                                       | Colégio Eleitoral                                                  | Colégio Eleitoral                                                  | Running mate                                                       | Running mate                                                       | Running mate                                                       |
| Candidato presidencial                                             | Partido                                                            | Estado de origem                                                   | Votos                                                              | %                                                                  | Votos                                                              | %                                                                  | Candidato vice-presidencial                                        | Estado de origem                                                   | Colégio Eleitoral                                                  |
| ------------------------------------------------------------------ | ------------------------------------------------------------------ | ------------------------------------------------------------------ | ------------------------------------------------------------------ | ------------------------------------------------------------------ | ------------------------------------------------------------------ | ------------------------------------------------------------------ | ------------------------------------------------------------------ | ------------------------------------------------------------------ | ------------------------------------------------------------------ |
| Richard Nixon                                                      | Partido Republicano (Republican Party)                             | Califórnia                                                         | 31.783.783                                                         | 43,42%                                                             | 301                                                                | 55,9%                                                              | Spiro Agnew                                                        | Maryland                                                           | 301                                                                |
| Hubert Humphrey                                                    | Partido Democrata (Democratic Party)                               | Dakota do Sul                                                      | 31.271.839                                                         | 42,72%                                                             | 191                                                                | 35,5%                                                              | Edmund Muskie                                                      | Maine                                                              | 191                                                                |
| George Wallace                                                     | Partido Americano Independente (American Independent Party)        | Alabama                                                            | 9.901.118                                                          | 13,53%                                                             | 46                                                                 | 8,6%                                                               | Curtis LeMay                                                       | Ohio                                                               | 46                                                                 |
| Eugene McCarthy                                                    | Independente                                                       | Minnesota                                                          | 25.634                                                             | 0%                                                                 | 0                                                                  | 0%                                                                 | Nenhum                                                             | Nenhum                                                             | 0                                                                  |
| Outros                                                             | Outros                                                             | Outros                                                             | 243.258                                                            | 0,3%                                                               | 0                                                                  | 0%                                                                 | Outros                                                             | Outros                                                             | 0                                                                  |
| Total                                                              | Total                                                              | Total                                                              | 73.199.998                                                         | 100%                                                               | 538                                                                |                                                                    |                                                                    |                                                                    | 538                                                                |
| Votos minímos do Colégio Eleitoral de que se precisa para vencer   | Votos minímos do Colégio Eleitoral de que se precisa para vencer   | Votos minímos do Colégio Eleitoral de que se precisa para vencer   | Votos minímos do Colégio Eleitoral de que se precisa para vencer   | Votos minímos do Colégio Eleitoral de que se precisa para vencer   | 270                                                                |                                                                    |                                                                    |                                                                    | 270                                                                |

Fonte - Voto popular: Colégio Eleitoral: